# LaStreet
LaStreet är en svensk rappare från Frölunda, Göteborg av algeriskt-palestinskt härkomst. Han bär en mask för att skydda sin identitet.
2021 släppte LaStreet sin första låt Avenyn som fick stor uppmärksamhet. Och året efter, 2022, släppte LaStreet singeln Vem tillsammans med den svenska rapparen Lelo, som nådde plats 33 på Sverigetopplistan. 2023 släppte LaStreet debut EP:n Ratio Belli som nådde tolfte plats på Sverigetopplistan.
I början av 2025 släppte LaStreet ett nytt EP, Vägen In. Detta blev hans andra EP som han släppte. LaStreet har under en period inte släppt så frekvent, detta EP:et blir hans första ”riktiga” släpp, bortsätt från Madrid som han släppte i december 2024, sedan 11 månader tillbaka då han släppte Co Sign. I juli 2025 släppte den svenska rapparen LaStreet en singel tillsammans med Guleed, med titeln “Mi Amor”. Låten publicerades först på SoundCloud den 12 juli och släpptes därefter officiellt på Spotify och Apple Music den 18 juli 2025.
Enligt uppgifter från SoundCloud, Spotify och YouTube har låten väckt uppmärksamhet i sociala medier och streamats tusentals gånger under de första dagarna efter release. Musikvideon nådde över 41 000 visningar på YouTube inom tio dagar, vilket tyder på stort intresse bland fansen.
Enligt låttexten skildras en personlig kamp genom teman som förlust, våld och känslomässig smärta. I en av verserna rappar LaStreet:
“Old times disappeared and I don’t know how / Got stuck in the yard with gun and luva / Over the years, the wounds, they became too deep”
På svenska:
“Gamla tider försvann och jag vet inte hur / Fastnade på gården med puffran och luvan / Med åren blev såren för djupa.”
Enligt tolkningar från MatchLyric.com representerar “Mi Amor” mer än bara en kärlek – det symboliserar en inre längtan efter trygghet, förlåtelse och hopp. Refrängen blandar sårbarhet med ett romantiskt uttryck, vilket skapar en kontrast mot det hårda förflutna som beskrivs i verserna.
Låten har beskrivits som ett emotionellt samarbete mellan två av Malmös mest inflytelserika artister, där både LaStreet och Guleed kombinerar melankolisk sång med rå rap, vilket förstärker låtens känslomässiga tyngd.

## Singlar
- 2021 - Avenyn
- 2021 - Tevez
- 2021 - Hundra
- 2022 - Vitamin W
- 2022 - Hattrick
- 2022 - Nour El Ain
- 2022 - Vem
- 2022 - Fältet
- 2023 - SPÖKALAND
- 2023 - Hashtag
- 2024 - Co Sign
- 2024 - Madrid
- 2025 -Mi Amor

## EP
- 2023 - Ratio Belli
- 2025 - Vägen In